# Ropalidia lepida
Ropalidia lepida är en getingart som beskrevs av Vecht 1962. Ropalidia lepida ingår i släktet Ropalidia och familjen getingar. Inga underarter finns listade i Catalogue of Life.